# Липа Богдана Хмельницького (Тернопільський район)
Ли́па Богда́на Хмельни́цького — ботанічна пам'ятка природи місцевого значення в Україні.

## Розташування
Зростає в старому саду на околиці села Денисів Тернопільського району Тернопільської області у кварталі 41 виділі 1 Козівського лісництва Бережанського державного лісомисливського господарства.

## Пам'ятка
Оголошена об'єктом природно-заповідного фонду рішенням виконкому Тернопільської обласної ради № 537 від 23 жовтня 1972. Перебуває у віданні Бережанського державного лісомисливського господарства Тернопільського обласного управління лісового господарства.
Площа — 0,03 га.
Під охороною — липа широколиста віком 475 р., діаметром 220 см. Обхват 8 м (подвійний стовбур), висота 33 м, вік близько 400 років.
За переказами, 12 травня 1651 під нею відпочивали козаки на чолі з Богданом Хмельницьким після битви з поляками в районі с. Денисів.